# Dejan Radonjic
Dejan Radonjic (* 25. September 2005 in Wien) ist ein österreichischer Fußballspieler.

## Karriere

### Verein
Radonjic begann seine Karriere beim Wiener Sportklub. Im September 2013 wechselte er zum FC Admira Wacker Mödling. Zur Saison 2014/15 wechselte er in die Jugend des FK Austria Wien. Bei der Austria durchlief er dann ab der Saison 2019/20 auch sämtliche Altersstufen in der Akademie.
Im Oktober 2022 stand Radonjic erstmals im Kader der zweiten Mannschaft der Wiener. Sein Debüt für diese in der 2. Liga gab er dann im Februar 2023, als er am 17. Spieltag der Saison 2022/23 gegen die Kapfenberger SV in der 17. Minute für Leonardo Ivkić eingewechselt wurde. Insgesamt kam er für die Violets zu elf Zweitligaeinsätzen, ehe er mit dem Team zu Saisonende aus der 2. Liga abstieg. Daraufhin wurde er zur Saison 2023/24 auf Kooperationsbasis an den Zweitligisten SV Stripfing verliehen. Für Stripfing kam er zu 16 Zweitligaeinsätzen, zur Saison 2024/25 kehrte er zur Austria zurück.

### Nationalmannschaft
Radonjic debütierte im September 2022 gegen Schweden für die österreichische U-18-Auswahl.